# Trichocladus
Trichocladus Pers. – rodzaj roślin należący do rodziny oczarowatych (Hamamelidaceae R. Br. in Abel). Obejmuje co najmniej 4 gatunki występujące naturalnie w zachodniej i południowej części Afryki.

## Systematyka
Pozycja systematyczna według APweb (aktualizowany system APG III z 2009)
Rodzaj ten należy do podrodziny Hamamelidoideae Burnett w obrębie rodziny oczarowatych (Hamamelidaceae R. Br. in Abel) z rzędu skalnicowców (Saxifragales Dumort.).
Wykaz gatunków
- Trichocladus crinitus Pers.
- Trichocladus ellipticus Eckl. & Zeyh.
- Trichocladus goetzei Engl.
- Trichocladus grandiflorus Oliv.